# 阿蒙德
阿蒙德（英語：Almond）是位于美国纽约州阿利根尼县的一个镇，地处阿利根尼县的最东端。2010年美国人口普查时，该镇有1633人。其占地面积为45.8平方英里。